# 构效关系
构效关系（structure-activity relationship，SAR）是药物或其他生理活性物质的化学结构与其生理活性之间的关系，是药物化学的主要研究内容之一。狭义的构效关系研究的对象是药物，广义的构效关系研究的对象则是一切具有生理活性的化学物质，包括药物、农药、化学毒剂等。最早期的构效关系研究以直观的方式定性推测生理活性物质结构与活性的关系，进而推测靶酶活性位点的结构和设计新的活性物质结构，随着信息技术的发展，以计算机为辅助工具的定量构效关系成为构效关系研究的主要方向，定量构效关系也成为合理药物设计的重要方法之一。

## 构效关系发展概要
构效关系这一概念是随着药物化学这门学科的产生而出现的。1853年，英国医生Snow首次应用氯仿为维多利亚女王实施无痛分娩手术后，开始深入研究吸入性全身麻醉药，在研究过程中，确定了首先测定药物沸点和饱和蒸汽压的实验原则，这是历史上人类首次考虑到药物分子的理化性质与生理活性的关系，是构效关系研究的雏形。1868年，英国药理学家Fraser和化学家Crum Brown提出了化合物的生理活性依赖于其组分的理论，但这一理论没有能够指名何谓组分，也没有阐明组分与活性的具体关系，是对药物构效关系一种模糊和朦胧的认识。
19世纪后半叶，人们陆续从作为药物使用的植物中提取了一系列化合物并成功解析了他们的结构，通过对这些天然来源的分子的归纳分析，药物化学家发现某些具有类似结构的药物具有相同的生理活性，从而提出了药效团的概念，药效团概念的提出标志着人类开始认识到分子结构与生理活性之间规律性的联系。在药效团理论的指引下，人们成功地研发了局麻药苯佐卡因、普鲁卡因；非甾体抗炎药安替比林以及磺胺类抗菌药等药物。
1951年，药物化学家Friedman将等电子体的概念引入药物化学领域，提出了生物电子等排体的概念，这一概念将结构化学中电子排布和化学性质的理论引入了药物化学研究领域，成为指导进行结构改造，优化先导化合物的一个重要概念。
1960年代构效关系研究进入定量时代，由药物化学家Hansch提出的Hansch分析将分子整体的疏水性、电性、立体参数与药物分子的生理活性联系起来，建立了二维定量构效关系方法。1990年代，Cramer等人提出了比较分子场方法（CoMFA），CoMAF方法通过分析分子在三维空间内的疏水场、静电场和立体场分布，将这些参数对药物活性回归。目前CoMFA方法和改进的CoMSIA方法已经成为应用最广泛的药物设计基本方法之一。

## 药动相的构效关系
药物和其他生理活性物质在机体内需要经过吸收、分布、代谢、排泄的过程，药物的这一过程被称作药物动力相，简称药动相。药物在药动相的行为会对药物生理活性产生非常重大的影响，而由药物化学所决定的分子理化性质会对药物在药动相的行为产生极大的影响，因而在药动相的构效关系是构效关系研究的一个重点。
影响药物分子在药动相行为的性质有：溶解度、脂水分配系数、电离度、氧化还原电位、立体化学、分子间作用力、血浆蛋白结合率等
总体上看，药物分子结构对药物在药动相行为的影响主要体现在五个方面，分别为：药物吸收的速率和吸收的动力学级数；药物在机体内的表观分布容积；药物在体内代谢的类型和代谢速率；药物对血浆蛋白或其他生物大分子的结合程度；药物消除的速率和类型。

### 吸收
吸收过程是药物由体外进入血液循环的过程，在这一过程中，药物的溶解度、脂水分配系数、电离度等性质会产生重大的影响，溶解度低的药物是很难被机体吸收的，同时亲水性过强的药物，则无法通过细胞膜的结构，也很难进入循环系统，而电离度则直接决定了药物分子在不同pH值条件下在离子态和分子态之间的比例，从而影响药物的吸收。

### 分布
药物进入血液后，须向作用部位分布。药物分子的结构和理化性质也会影响到药物向一些特定部位的分布，从而影响药物的作用。例如作用于中枢神经系统的镇静催眠药物，在向靶部位分布的过程中必须透过血脑屏障，亲脂性强、分子量小的药物如硫喷妥钠比较容易通过血脑屏障，因而大多起效迅速，由于同样的原因，这类药物也极容易从脑清除，因而他们维持作用的时间较短，与之相反的则是亲水性相对强的苯巴比妥他起效更缓慢，维持中枢抑制作用的时间也更长。与血脑屏障类似的例子还有子宫与胎盘之间的屏障。
另外一个影响药物分布的因素是药物与血浆蛋白的结合，药物与血浆蛋白结合后，无法透过细胞膜，从而无法发挥药理作用，同时也无法被代谢和排泄。药物与血浆蛋白的结合可能是可逆的也可能是不可逆的，可逆的结合犹如血液中一个存贮药品的仓库，随着药物与血浆蛋白结合－解离平衡的移动，可以维持药物长时间的作用，而不可逆的结合犹如监禁药物的监狱，使药物无法发挥应有的生理作用。药物与血浆蛋白以何种方式何种程度结合，是取决于药物的结构和理化性质的。

### 消除
粗略的讲消除的过程包括药物的代谢和排泄，肝脏和肾脏在药物消除过程中扮演了重要角色，而药物的结构则影响了药物与肝药酶系统的作用，决定了药物以何种方式消除，和药物消除的速率，这一系列的影响最终都会对药物的治疗作用产生影响。

## 药效相的构效关系
根据受体学说，药物和其他生理活性物质产生作用，是通过与机体内受体的结合实现的。药物通过与受体的结合产生激动或者拮抗的作用。促成药物与受体的结合的力主要有共价键、离子键、偶极作用、氢键、疏水作用和范德华力等。由于受体大多是具有特定空间结构的生物大分子，而药物与受体的作用也是有其特定区域的，因而药物的分子结构自然会对药物与分子的结合，以及对维系这种结合的作用力产生影响，这便是药效相构效关系存在的机理。
经过长期以来的研究，人们陆续总结出一些理论，以期阐明药物的结构与生理活性的关系。

### 药效团理论
药效团理论认为药物与受体相互作用的第一步是受体分子对药物分子的识别过程，受体须识别接近的分子是否具有相互结合所必须的性质，所谓药效团指的就是符合某一受体对配体分子识别所提出的主要三维空间性质要求的分子结构要素。具有某一特定药效团的分子，也就具有了与某一特定受体结合的主要性质，就会显现出某种生理活性。
根据这一理论，药效团并非一系列特定基团，更不是特定的结构骨架，而是具有相似性质的化学基团在空间特定位置的组合。例如吗啡与哌替啶并不具有相同的结构骨架，但却具有相同的药效团，因而可以产生相接近的生理活性。

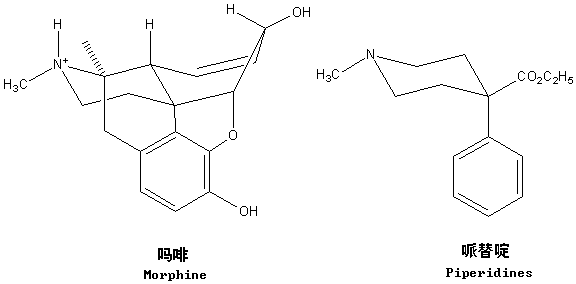
吗啡和哌替啶结构的比较

### 空间因素
药物的空间结构对药物活性产生影响，这种影响主要体现在光学异构体、几何异构体和构像异构体这三个不同方面
- 光学异构体：有些药物的光学异构体之间没有明显的生理活性差异，这说明手性碳以及相关基团不是这些药物的作用部位，有些药物光学异构体之间生理活性强度有一定差异；有些药物不同光学异构体之间有着完全不同的生理作用，如奎宁系一种抗疟药，而它的光学异构体奎尼丁则是一种抗心率失常药物；有的药物不同光学异构体之间有相反的活性。
- 几何异构体：不同的几何异构也会带来不同的活性，例如合成雌激素己烯雌酚的几何异构体完全没有雌激素活性，而抗组胺药氯丙硫蒽的几何异构体则具有抗精神分裂的活性。
- 构像异构体：生理活性物质与受体相互作用的时候，分子的构像会发生变化，与受体结合的构像称作药效构像，对大多数分子而言，其药效构像与稳定构像是不同的，有些药物会以不同的构像与不同的受体结合，从而产生不同的生理活性，例如组胺可以以偏转式构像与H1受体结合，诱导炎性反应，同时也可以以反式构像与H2受体结合，抑制胃酸的分泌。

### 生物电子等排体理论
生物电子等排体的概念脱胎于物理学家Langmuir在1919年提出的等电子体概念，生物电子等排体指的是具有相同价电子数，并且具有相近理化性质并能够产生相似或者相反生理活性的分子或基团。
实验显示，以生物电子等排体取代的活性物质分子在生物体内有相似的生理过程，并且作用于相同的受体。

## 定量构效关系
参见定量构效关系

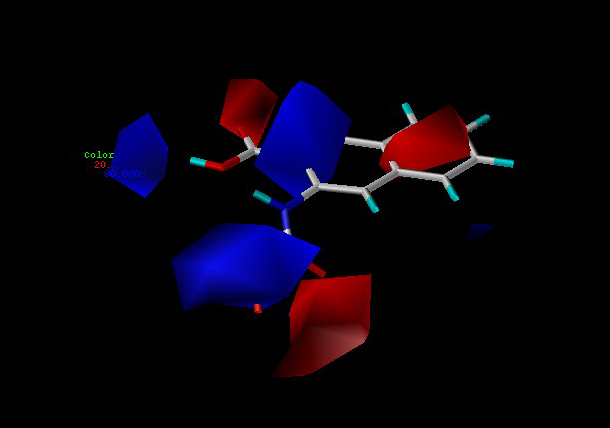
CoMFA的结果输出

定量构效关系（QSAR）是借助分子的理化性质参数或结构参数，以数学手段定量研究有机小分子与生物大分子相互作用的方法。构成定量构效关系的是三个要素：小分子理化性质的参数化；化合物生物活性的定量标识；联系理化性质与生理活性的数学模型。
最初的定量构效关系是美国波蒙拿学院化学系的Hansch提出的，他将分子整体的理化性质参数如脂水分配系数、偶极矩、分子体积作为药物活性函数的自变量通过在两者之间建立回归方程找到活性最强的分子所应该具有的理化性质，在原有分子骨架的基础上，根据这些参数的指引设计新化合物，有目的的寻找新药，这种方法被称为二维定量构效关系。在这种方法的协助下，人们成功地推进了喹诺酮类抗生素的发展。而这类药物也是目前为止应用Hansch方法进行合理药物设计最成功的案例。
1988年，Cramer等提出了基于分子空间结构的比较分子场方法即所谓CoMFA方法。CoMAF通过比较同系列分子附近空间各点的疏水性、静电势等理化参数，将这些参数与小分子生理活性建立联系，从而指导新化合物的设计。相比于Hansch方法，CoMFA考虑到了分子内部的空间结构，因而被称为三维定量构效关系。目前CoMFA和由CoMFA改进而成的CoMSIA方法即比较分子相似性方法已经成为应用最广泛的合理药物设计方法。
除了上面提到的Hansch、CoMFA、CoMSIA方法，还有Free-Wilson方法、分子链接性方法、单纯形方法、斐波那契搜索法、H-QSAR、模式识别等定量构效关系研究方法。